# CIRCLE (DEENのアルバム)
『CIRCLE』（サークル）はDEENの14作目のオリジナルアルバム。2013年12月18日にEpic Records Japanから発売（規格品番はESCL 4142、初回盤はESCL 4140/4141）。
オリジナルアルバムとしては、前作『マリアージュ』から1年4か月ぶりのリリースで、バンドのデビュー20周年記念作品。初回生産限定盤には、同年夏に行った『Billboard Tour』の最終公演の模様を収録したDVDが付属する。

## 収録曲
1. 二十歳(5:03)
40thシングル
作詞：池森秀一 / 作曲・編曲：田川伸治
2. Peace & Smile! feat. paris match(4:32)
作詞：池森秀一・古澤辰勲/作曲：田川伸治/編曲：杉山洋介
3. もう泣かないで(3:28)
作詞：池森秀一・川島だりあ/作曲：山根公路/編曲：古井弘人
41stシングル
テレビ朝日系木曜ミステリー『科捜研の女』主題歌
4. 今夜はParty Night!(4:33)
作詞：池森秀一/作曲・編曲：山根公路
5. Future (Album Version)(3:43)
作詞：池森秀一/作曲・編曲：山根公路
41stシングルのカップリング
パチスロ『テイルズ オブ デスティニー』挿入曲
6. Twist of fate(3:24)
作詞：池森秀一/作曲・編曲：田川伸治
7. 雨の六本木(4:45)
作詞：湯川れい子/作曲：井上大輔/編曲：池田大介
40thシングル
8. My Life My Dreams(4:26)
作詞：池森秀一・樹林伸/作曲・編曲：田川伸治
9. 永遠のジャンヌダルク(3:46)
作詞：湯川れい子/作曲：田川伸治/編曲：大平勉
10. DANCE FEVER 〜上海ロックスター外伝〜(4:23)
作詞：山根公路・上海ロックスター/作曲・編曲：山根公路
11. CIRCLE 〜あなたがいたからこそ〜(3:12)
作詞：池森秀一/作曲：山根公路/編曲：池田大介

## DVD(初回限定盤のみ)
DEEN AOR NIGHT CRUISIN' 〜2nd GROOVE〜 @Billboard Live TOKYO

2013/7/21
1. レールのない空へ
2. Someday
3. I could change
4. Free Dimensions
5. 太陽と花びら
6. 南の風
7. 空もハレルヤ
8. 雨の六本木

## ミュージシャン
- 増崎孝司（DIMENSION） - ギター（#7）
- 川崎哲平 - ベース（#7）
- 小野塚晃（DIMENSION） - ピアノ（#7）
- 勝田一樹（DIMENSION） - サックス、ブラスアレンジ（#7）